# Rwanda i olympiska sommarspelen 2008
Rwanda deltog i olympiska sommarspelen 2008 som ägde rum i Peking i Kina. Ingen av landets deltagare erövrade någon medalj.

## Friidrott
- Huvudartikel: Friidrott vid olympiska sommarspelen 2008

Förkortningar
- Notera – Placeringar gäller endast den tävlandes eget heat
- Q = Kvalificerade sig till nästa omgång via placering
- q = Kvalificerade sig på tid eller, i fältgrenarna, på placering utan att ha nått kvalgränsen
- NR = Nationellt rekord
- N/A = Omgången inte möjlig i grenen
- Bye = Idrottaren behövde inte delta i omgången

Herrar
Bana och väg
| Idrottare      | Gren     | Final    | Final     |
| Idrottare      | Gren     | Resultat | Placering |
| -------------- | -------- | -------- | --------- |
| Dieudonné Disi | 10 000 m | 27:56.74 | 19        |

Damer
Bana och väg
| Idrottare             | Gren    | Final    | Final     |
| Idrottare             | Gren    | Resultat | Placering |
| --------------------- | ------- | -------- | --------- |
| Epiphanie Nyirabarame | Maraton | 2:49:32  | 66        |

## Simning
- Huvudartikel: Simning vid olympiska sommarspelen 2008